# Букори
Букори (итал. Bucori)) је насељено место у саставу општине Вижинада у Истарској жупанији, Хрватска. До територијалне реорганизације у Хрватској налазили су се у саставу старе општине Пореч.

## Становништво
Према последњем попису становништва из 2011. године у насељу Букори живело је 20 становника.
| година пописа  | 1857 | 1869 | 1880 | 1890 | 1900 | 1910 | 1921 | 1931 | 1948 | 1953 | 1961 | 1971 | 1981 | 1991 | 2001 | 2011 |
| бр. становника | 0    | 0    | 0    | 14   | 23   | 24   | 0    | 0    | 23   | 27   | 40   | 14   | 16   | 14   | 11   | 20   |

Напомена:У пописима од 1857. до 1880. 1921. и 1931. подаци су саржани у насељу Вижинада. Од 1890. до 1910. и 1948. исказивано као део насеља.